# Boucles de la Mayenne 2018
La 44e édition des Boucles de la Mayenne a lieu du 31 mai au 3 juin 2018. La course fait partie du calendrier UCI Europe Tour 2018 en catégorie 2.1.

## Présentation
Les Boucles de la Mayenne sont organisées par l'association Pégase organisation courses cyclistes (POCC).

### Parcours
Comme de coutume, la course commence par un prologue de 4,5 kilomètres dans les rues de Laval. Le lendemain, la première étape part de Saint-Berthevin, à l'ouest de Laval, pour arriver à Gorron. Les coureurs passent la ligne d'arrivée une première fois après 138,8 km puis font trois tours d'un circuit de 12,4 km. La deuxième étape parcourt les Alpes mancelles. Après le départ  donné à Saint-Aignan-de-Couptrain, la course fait une première boucle au nord, passant par Pré-en-Pail-Saint-Samson pour revenir à Saint-Aignan-de-Couptrain. Le parcours se dirige ensuite vers le sud pour emprunter le mont du saule, le col des Ruaudières, la côté des Gonteries et le mont des Avaloirs. L'étape se termine par trois tours d'un circuit de 8,6 km autour de Pré-en-Pail-Saint-Samson, commune d'arrivée. La troisième et dernière étape part de Congrier, dans le sud du département, et s'achève à Laval après être passée par Chateau-Gontier.

### Équipes
Classées en catégorie 2.1 de l'UCI Europe Tour, les Boucles de la Mayenne sont par conséquent ouvertes aux WorldTeams dans la limite de 50 % des équipes participantes, aux équipes continentales professionnelles, aux équipes continentales et aux équipes nationales.
Vingt-et-une équipes participent à la course : trois World Teams, neuf équipes continentales professionnelles et neuf équipes continentales :
| WorldTeams (3)- AG2R La Mondiale - Groupama-FDJ - Team Sunweb Équipes continentales professionnelles (9)- Delko-Marseille Provence-KTM - Gazprom-RusVelo - Direct Énergie - Caja Rural-Seguros RGA - Fortuneo-Samsic - Cofidis, Solutions Crédits - Euskadi Basque Country-Murias - Vital Concept - Burgos-BH Équipes continentales (9)- Amore & Vita-Prodir - Roubaix Lille Métropole - Marlux-Bingoal - Saint Michel-Auber 93 - Corendon-Circus - Vorarlberg-Santic - D'Amico-Utensilnord - Lotto-Kern-Haus - Akros-Renfer |
| |

## Étapes
| Étape     | Date   | Villes étapes                            | type     | Distance (km) | Vainqueur d'étape    | Leader du classement général |
| --------- | ------ | ---------------------------------------- | -------- | ------------- | -------------------- | ---------------------------- |
| Prologue  | 31 mai | Laval – Laval                            | prologue | 4,5           | Dorian Godon         | Dorian Godon                 |
| 1re étape | 1 juin | Saint-Berthevin – Gorron                 |          | 176           | Mathieu van der Poel | Mathieu van der Poel         |
| 2e étape  | 2 juin | Saint-Aignan-de-Couptrain – Saint-Samson |          | 172           | Nacer Bouhanni       | Mathieu van der Poel         |
| 3e étape  | 3 juin | Congrier – Laval                         |          | 182           | Nacer Bouhanni       | Mathieu van der Poel         |

## Déroulement de la course

### Prologue
| \| Classement de l'étape \| Classement de l'étape \| Classement de l'étape \| Classement de l'étape \| Classement de l'étape \| \| Coureur \| Coureur \| Pays \| Équipe \| Temps \| \| --------------------- \| --------------------- \| --------------------- \| -------------------------- \| --------------------- \| \| 1er \| Dorian Godon \| France \| Cofidis, Solutions Crédits \| 5 min 46 s \| \| 2e \| Mathieu van der Poel \| Pays-Bas \| Corendon-Circus \| + 9 s \| \| 3e \| Romain Seigle \| France \| Groupama-FDJ \| + 10 s \| \| 4e \| Daniel Hoelgaard \| Norvège \| Groupama-FDJ \| + 12 s \| \| 5e \| Benoît Cosnefroy \| France \| AG2R La Mondiale \| + 12 s \| \| 6e \| Eli Iserbyt \| Belgique \| Marlux-Bingoal \| + 15 s \| \| 7e \| Julien Morice \| France \| Vital Concept \| + 16 s \| \| 8e \| Gediminas Bagdonas \| Lituanie \| AG2R La Mondiale \| + 17 s \| \| 9e \| Adam Ťoupalík \| Tchéquie \| Corendon-Circus \| + 17 s \| \| 10e \| Kévin Ledanois \| France \| Fortuneo-Samsic \| + 19 s \| |                      |          |                            |            |
| |                      |          |                            |            |
| |                      |          |                            |            |
| Classement de l'étape |                      |          |                            |            |
| Coureur | Coureur              | Pays     | Équipe                     | Temps      |
| 1er | Dorian Godon         | France   | Cofidis, Solutions Crédits | 5 min 46 s |
| 2e | Mathieu van der Poel | Pays-Bas | Corendon-Circus            | + 9 s      |
| 3e | Romain Seigle        | France   | Groupama-FDJ               | + 10 s     |
| 4e | Daniel Hoelgaard     | Norvège  | Groupama-FDJ               | + 12 s     |
| 5e | Benoît Cosnefroy     | France   | AG2R La Mondiale           | + 12 s     |
| 6e | Eli Iserbyt          | Belgique | Marlux-Bingoal             | + 15 s     |
| 7e | Julien Morice        | France   | Vital Concept              | + 16 s     |
| 8e | Gediminas Bagdonas   | Lituanie | AG2R La Mondiale           | + 17 s     |
| 9e | Adam Ťoupalík        | Tchéquie | Corendon-Circus            | + 17 s     |
| 10e | Kévin Ledanois       | France   | Fortuneo-Samsic            | + 19 s     |

| \| Classement général \| Classement général \| Classement général \| Classement général \| Classement général \| \| Coureur \| Coureur \| Pays \| Équipe \| Temps \| \| ------------------ \| -------------------- \| ------------------ \| -------------------------- \| ------------------ \| \| 1er \| Dorian Godon \| France \| Cofidis, Solutions Crédits \| 5 min 46 s \| \| 2e \| Mathieu van der Poel \| Pays-Bas \| Corendon-Circus \| + 9 s \| \| 3e \| Romain Seigle \| France \| Groupama-FDJ \| + 10 s \| \| 4e \| Daniel Hoelgaard \| Norvège \| Groupama-FDJ \| + 12 s \| \| 5e \| Benoît Cosnefroy \| France \| AG2R La Mondiale \| + 12 s \| \| 6e \| Eli Iserbyt \| Belgique \| Marlux-Bingoal \| + 15 s \| \| 7e \| Julien Morice \| France \| Vital Concept \| + 16 s \| \| 8e \| Gediminas Bagdonas \| Lituanie \| AG2R La Mondiale \| + 17 s \| \| 9e \| Adam Ťoupalík \| Tchéquie \| Corendon-Circus \| + 17 s \| \| 10e \| Kévin Ledanois \| France \| Fortuneo-Samsic \| + 19 s \| |                      |          |                            |            |
| |                      |          |                            |            |
| |                      |          |                            |            |
| Classement général |                      |          |                            |            |
| Coureur | Coureur              | Pays     | Équipe                     | Temps      |
| 1er | Dorian Godon         | France   | Cofidis, Solutions Crédits | 5 min 46 s |
| 2e | Mathieu van der Poel | Pays-Bas | Corendon-Circus            | + 9 s      |
| 3e | Romain Seigle        | France   | Groupama-FDJ               | + 10 s     |
| 4e | Daniel Hoelgaard     | Norvège  | Groupama-FDJ               | + 12 s     |
| 5e | Benoît Cosnefroy     | France   | AG2R La Mondiale           | + 12 s     |
| 6e | Eli Iserbyt          | Belgique | Marlux-Bingoal             | + 15 s     |
| 7e | Julien Morice        | France   | Vital Concept              | + 16 s     |
| 8e | Gediminas Bagdonas   | Lituanie | AG2R La Mondiale           | + 17 s     |
| 9e | Adam Ťoupalík        | Tchéquie | Corendon-Circus            | + 17 s     |
| 10e | Kévin Ledanois       | France   | Fortuneo-Samsic            | + 19 s     |

### 1reétape
| \| Classement de l'étape \| Classement de l'étape \| Classement de l'étape \| Classement de l'étape \| Classement de l'étape \| \| Coureur \| Coureur \| Pays \| Équipe \| Temps \| \| --------------------- \| --------------------- \| --------------------- \| ----------------------- \| --------------------- \| \| 1er \| Mathieu van der Poel \| Pays-Bas \| Corendon-Circus \| 4 h 05 min 52 s \| \| 2e \| Marc Sarreau \| France \| Groupama-FDJ \| + 0 s \| \| 3e \| Max Kanter \| Allemagne \| Development Team Sunweb \| + \| \| 4e \| Erwann Corbel \| France \| Vital Concept \| + 0 s \| \| 5e \| Robert Kessler \| Allemagne \| Team Lotto-Kern Haus \| + 0 s \| |                      |           |                         |                 |
| |                      |           |                         |                 |
| |                      |           |                         |                 |
| Classement de l'étape |                      |           |                         |                 |
| Coureur | Coureur              | Pays      | Équipe                  | Temps           |
| 1er | Mathieu van der Poel | Pays-Bas  | Corendon-Circus         | 4 h 05 min 52 s |
| 2e | Marc Sarreau         | France    | Groupama-FDJ            | + 0 s           |
| 3e | Max Kanter           | Allemagne | Development Team Sunweb | +               |
| 4e | Erwann Corbel        | France    | Vital Concept           | + 0 s           |
| 5e | Robert Kessler       | Allemagne | Team Lotto-Kern Haus    | + 0 s           |

| \| Classement général \| Classement général \| Classement général \| Classement général \| Classement général \| \| Coureur \| Coureur \| Pays \| Équipe \| Temps \| \| ------------------ \| -------------------- \| ------------------ \| ------------------ \| ------------------ \| \| 1er \| Mathieu van der Poel \| Pays-Bas \| Corendon-Circus \| 4 h 11 min 37 s \| \| 2e \| Romain Seigle \| France \| Groupama-FDJ \| + 11 s \| \| 3e \| Daniel Hoelgaard \| Norvège \| Groupama-FDJ \| + 13 s \| \| 4e \| Eli Iserbyt \| Belgique \| Marlux-Bingoal \| + 16 s \| \| 5e \| Gediminas Bagdonas \| Lituanie \| AG2R La Mondiale \| + 18 s \| |                      |          |                  |                 |
| |                      |          |                  |                 |
| |                      |          |                  |                 |
| Classement général |                      |          |                  |                 |
| Coureur | Coureur              | Pays     | Équipe           | Temps           |
| 1er | Mathieu van der Poel | Pays-Bas | Corendon-Circus  | 4 h 11 min 37 s |
| 2e | Romain Seigle        | France   | Groupama-FDJ     | + 11 s          |
| 3e | Daniel Hoelgaard     | Norvège  | Groupama-FDJ     | + 13 s          |
| 4e | Eli Iserbyt          | Belgique | Marlux-Bingoal   | + 16 s          |
| 5e | Gediminas Bagdonas   | Lituanie | AG2R La Mondiale | + 18 s          |

### 2eétape
| \| Classement de l'étape \| Classement de l'étape \| Classement de l'étape \| Classement de l'étape \| Classement de l'étape \| \| Coureur \| Coureur \| Pays \| Équipe \| Temps \| \| --------------------- \| --------------------- \| --------------------- \| ---------------------------- \| --------------------- \| \| 1er \| Nacer Bouhanni \| France \| Cofidis, Solutions Crédits \| 4 h 14 min 12 s \| \| 2e \| Benoît Cosnefroy \| France \| AG2R La Mondiale \| + 0 s \| \| 3e \| Anthony Maldonado \| France \| Saint Michel-Auber 93 \| + 0 s \| \| 4e \| Jérémy Leveau \| France \| Delko-Marseille Provence-KTM \| + 0 s \| \| 5e \| Mathieu van der Poel \| Pays-Bas \| Corendon-Circus \| + 0 s \| |                      |          |                              |                 |
| |                      |          |                              |                 |
| |                      |          |                              |                 |
| Classement de l'étape |                      |          |                              |                 |
| Coureur | Coureur              | Pays     | Équipe                       | Temps           |
| 1er | Nacer Bouhanni       | France   | Cofidis, Solutions Crédits   | 4 h 14 min 12 s |
| 2e | Benoît Cosnefroy     | France   | AG2R La Mondiale             | + 0 s           |
| 3e | Anthony Maldonado    | France   | Saint Michel-Auber 93        | + 0 s           |
| 4e | Jérémy Leveau        | France   | Delko-Marseille Provence-KTM | + 0 s           |
| 5e | Mathieu van der Poel | Pays-Bas | Corendon-Circus              | + 0 s           |

| \| Classement général \| Classement général \| Classement général \| Classement général \| Classement général \| \| Coureur \| Coureur \| Pays \| Équipe \| Temps \| \| ------------------ \| -------------------- \| ------------------ \| ----------------------- \| ------------------ \| \| 1er \| Mathieu van der Poel \| Pays-Bas \| Corendon-Circus \| 8 h 25 min 49 s \| \| 2e \| Romain Seigle \| France \| Groupama-FDJ \| + 13 s \| \| 3e \| Eli Iserbyt \| Belgique \| Marlux-Bingoal \| + 19 s \| \| 4e \| Max Kanter \| Allemagne \| Development Team Sunweb \| + 19 s \| \| 5e \| Gediminas Bagdonas \| Lituanie \| AG2R La Mondiale \| + 21 s \| |                      |           |                         |                 |
| |                      |           |                         |                 |
| |                      |           |                         |                 |
| Classement général |                      |           |                         |                 |
| Coureur | Coureur              | Pays      | Équipe                  | Temps           |
| 1er | Mathieu van der Poel | Pays-Bas  | Corendon-Circus         | 8 h 25 min 49 s |
| 2e | Romain Seigle        | France    | Groupama-FDJ            | + 13 s          |
| 3e | Eli Iserbyt          | Belgique  | Marlux-Bingoal          | + 19 s          |
| 4e | Max Kanter           | Allemagne | Development Team Sunweb | + 19 s          |
| 5e | Gediminas Bagdonas   | Lituanie  | AG2R La Mondiale        | + 21 s          |

### 3eétape
| \| Classement de l'étape \| Classement de l'étape \| Classement de l'étape \| Classement de l'étape \| Classement de l'étape \| \| Coureur \| Coureur \| Pays \| Équipe \| Temps \| \| --------------------- \| --------------------- \| --------------------- \| ---------------------------- \| --------------------- \| \| 1er \| Nacer Bouhanni \| France \| Cofidis, Solutions Crédits \| 12 h 58 min 23 s \| \| 2e \| Marc Sarreau \| France \| Groupama-FDJ \| + 0 s \| \| 3e \| Rudy Barbier \| France \| AG2R La Mondiale \| + 0 s \| \| 4e \| Jon Aberasturi \| Espagne \| Euskadi-Murias \| + 0 s \| \| 5e \| Geoffrey Soupe \| France \| Cofidis, Solutions Crédits \| + 0 s \| \| 6e \| Adam Ťoupalík \| Tchéquie \| Corendon-Circus \| + 0 s \| \| 8e \| Jérémy Leveau \| France \| Delko-Marseille Provence-KTM \| + 0 s \| \| 9e \| Jesús Ezquerra \| Espagne \| Burgos-BH \| + 0 s \| \| 10e \| Armindo Fonseca \| France \| Fortuneo-Samsic \| + 0 s \| |                 |          |                              |                  |
| |                 |          |                              |                  |
| |                 |          |                              |                  |
| Classement de l'étape |                 |          |                              |                  |
| Coureur | Coureur         | Pays     | Équipe                       | Temps            |
| 1er | Nacer Bouhanni  | France   | Cofidis, Solutions Crédits   | 12 h 58 min 23 s |
| 2e | Marc Sarreau    | France   | Groupama-FDJ                 | + 0 s            |
| 3e | Rudy Barbier    | France   | AG2R La Mondiale             | + 0 s            |
| 4e | Jon Aberasturi  | Espagne  | Euskadi-Murias               | + 0 s            |
| 5e | Geoffrey Soupe  | France   | Cofidis, Solutions Crédits   | + 0 s            |
| 6e | Adam Ťoupalík   | Tchéquie | Corendon-Circus              | + 0 s            |
| 8e | Jérémy Leveau   | France   | Delko-Marseille Provence-KTM | + 0 s            |
| 9e | Jesús Ezquerra  | Espagne  | Burgos-BH                    | + 0 s            |
| 10e | Armindo Fonseca | France   | Fortuneo-Samsic              | + 0 s            |

## Classements finals

### Classement général final
| \| Classement général \| Classement général \| Classement général \| Classement général \| Classement général \| \| Coureur \| Coureur \| Pays \| Équipe \| Temps \| \| ------------------ \| -------------------- \| ------------------ \| -------------------------- \| ------------------ \| \| 1er \| Mathieu van der Poel \| Pays-Bas \| Corendon-Circus \| 3 h 54 min 01 s \| \| 2e \| Romain Seigle \| France \| Groupama-FDJ \| + 0 s \| \| 3e \| Eli Iserbyt \| Belgique \| Marlux-Bingoal \| + 0 s \| \| 4e \| Max Kanter \| Allemagne \| Development Team Sunweb \| + 0 s \| \| 5e \| Gediminas Bagdonas \| Lituanie \| AG2R La Mondiale \| + 0 s \| \| 6e \| Adam Ťoupalík \| Tchéquie \| Corendon-Circus \| + 0 s \| \| 7e \| Dorian Godon \| France \| Cofidis, Solutions Crédits \| + 0 s \| \| 8e \| Alo Jakin \| Estonie \| Saint Michel-Auber 93 \| + 0 s \| \| 9e \| Sergey Shilov \| Russie \| Gazprom-RusVelo \| + 0 s \| \| 10e \| Jonas Rutsch \| Allemagne \| Team Lotto-Kern Haus \| + 0 s \| |                      |           |                            |                 |
| |                      |           |                            |                 |
| Source : ProCyclingStats |                      |           |                            |                 |
| Classement général |                      |           |                            |                 |
| Coureur | Coureur              | Pays      | Équipe                     | Temps           |
| 1er | Mathieu van der Poel | Pays-Bas  | Corendon-Circus            | 3 h 54 min 01 s |
| 2e | Romain Seigle        | France    | Groupama-FDJ               | + 0 s           |
| 3e | Eli Iserbyt          | Belgique  | Marlux-Bingoal             | + 0 s           |
| 4e | Max Kanter           | Allemagne | Development Team Sunweb    | + 0 s           |
| 5e | Gediminas Bagdonas   | Lituanie  | AG2R La Mondiale           | + 0 s           |
| 6e | Adam Ťoupalík        | Tchéquie  | Corendon-Circus            | + 0 s           |
| 7e | Dorian Godon         | France    | Cofidis, Solutions Crédits | + 0 s           |
| 8e | Alo Jakin            | Estonie   | Saint Michel-Auber 93      | + 0 s           |
| 9e | Sergey Shilov        | Russie    | Gazprom-RusVelo            | + 0 s           |
| 10e | Jonas Rutsch         | Allemagne | Team Lotto-Kern Haus       | + 0 s           |

### Classements annexes
| Classement par points | Classement par points | Classement par points | Classement par points        | Classement par points |
| Coureur               | Coureur               | Pays                  | Équipe                       | Points                |
| --------------------- | --------------------- | --------------------- | ---------------------------- | --------------------- |
| 1er                   | Nacer Bouhanni        | France                | Cofidis, Solutions Crédits   | 50 pts                |
| 2e                    | Mathieu van der Poel  | Pays-Bas              | Corendon-Circus              | 47 pts                |
| 3e                    | Marc Sarreau          | France                | Groupama-FDJ                 | 40 pts                |
| 4e                    | Benoît Cosnefroy      | France                | AG2R La Mondiale             | 36 pts                |
| 5e                    | Jérémy Leveau         | France                | Delko-Marseille Provence-KTM | 31 pts                |
| 6e                    | Max Kanter            | Allemagne             | Development Team Sunweb      | 25 pts                |
| 7e                    | Rudy Barbier          | France                | AG2R La Mondiale             | 25 pts                |
| 8e                    | Geoffrey Soupe        | France                | Cofidis, Solutions Crédits   | 20 pts                |
| 9e                    | Armindo Fonseca       | France                | Fortuneo-Samsic              | 20 pts                |
| 10e                   | Anthony Maldonado     | France                | Saint Michel-Auber 93        | 16 pts                |

| Classement par points | Classement par points | Classement par points | Classement par points        | Classement par points |
| Coureur               | Coureur               | Pays                  | Équipe                       | Points                |
| --------------------- | --------------------- | --------------------- | ---------------------------- | --------------------- |
| 1er                   | Nacer Bouhanni        | France                | Cofidis, Solutions Crédits   | 50 pts                |
| 2e                    | Mathieu van der Poel  | Pays-Bas              | Corendon-Circus              | 47 pts                |
| 3e                    | Marc Sarreau          | France                | Groupama-FDJ                 | 40 pts                |
| 4e                    | Benoît Cosnefroy      | France                | AG2R La Mondiale             | 36 pts                |
| 5e                    | Jérémy Leveau         | France                | Delko-Marseille Provence-KTM | 31 pts                |
| 6e                    | Max Kanter            | Allemagne             | Development Team Sunweb      | 25 pts                |
| 7e                    | Rudy Barbier          | France                | AG2R La Mondiale             | 25 pts                |
| 8e                    | Geoffrey Soupe        | France                | Cofidis, Solutions Crédits   | 20 pts                |
| 9e                    | Armindo Fonseca       | France                | Fortuneo-Samsic              | 20 pts                |
| 10e                   | Anthony Maldonado     | France                | Saint Michel-Auber 93        | 16 pts                |

| Classement de la montagne | Classement de la montagne | Classement de la montagne | Classement de la montagne | Classement de la montagne |
| Coureur                   | Coureur                   | Pays                      | Équipe                    | Points                    |
| ------------------------- | ------------------------- | ------------------------- | ------------------------- | ------------------------- |
| 1er                       | Anthony Delaplace         | France                    | Fortuneo-Samsic           | 40 pts                    |
| 2e                        | Clément Chevrier          | France                    | AG2R La Mondiale          | 24 pts                    |
| 3e                        | Gianni Vermeersch         | Belgique                  | Corendon-Circus           | 21 pts                    |
| 4e                        | Axel Journiaux            | France                    | Direct Énergie            | 20 pts                    |
| 5e                        | Samuel Leroux             | France                    | Roubaix Lille Métropole   | 18 pts                    |
| 6e                        | Benoît Cosnefroy          | France                    | AG2R La Mondiale          | 9 pts                     |
| 7e                        | Julien Morice             | France                    | Vital Concept             | 9 pts                     |
| 8e                        | Jérémy Cabot              | France                    | Roubaix Lille Métropole   | 8 pts                     |
| 9e                        | Kévin Le Cunff            | France                    | Saint Michel-Auber 93     | 7 pts                     |
| 10e                       | Jérôme Cousin             | France                    | Direct Énergie            | 6 pts                     |

| Classement de la montagne | Classement de la montagne | Classement de la montagne | Classement de la montagne | Classement de la montagne |
| Coureur                   | Coureur                   | Pays                      | Équipe                    | Points                    |
| ------------------------- | ------------------------- | ------------------------- | ------------------------- | ------------------------- |
| 1er                       | Anthony Delaplace         | France                    | Fortuneo-Samsic           | 40 pts                    |
| 2e                        | Clément Chevrier          | France                    | AG2R La Mondiale          | 24 pts                    |
| 3e                        | Gianni Vermeersch         | Belgique                  | Corendon-Circus           | 21 pts                    |
| 4e                        | Axel Journiaux            | France                    | Direct Énergie            | 20 pts                    |
| 5e                        | Samuel Leroux             | France                    | Roubaix Lille Métropole   | 18 pts                    |
| 6e                        | Benoît Cosnefroy          | France                    | AG2R La Mondiale          | 9 pts                     |
| 7e                        | Julien Morice             | France                    | Vital Concept             | 9 pts                     |
| 8e                        | Jérémy Cabot              | France                    | Roubaix Lille Métropole   | 8 pts                     |
| 9e                        | Kévin Le Cunff            | France                    | Saint Michel-Auber 93     | 7 pts                     |
| 10e                       | Jérôme Cousin             | France                    | Direct Énergie            | 6 pts                     |

| Classement du meilleur jeune | Classement du meilleur jeune | Classement du meilleur jeune | Classement du meilleur jeune | Classement du meilleur jeune |
| Coureur                      | Coureur                      | Pays                         | Équipe                       | Temps                        |
| ---------------------------- | ---------------------------- | ---------------------------- | ---------------------------- | ---------------------------- |
| 1er                          | Eli Iserbyt                  | Belgique                     | Marlux-Bingoal               | 12 h 58 min 42 s             |
| 2e                           | Max Kanter                   | Allemagne                    | Development Team Sunweb      | + 0 s                        |
| 3e                           | Adam Ťoupalík                | Tchéquie                     | Corendon-Circus              | + 2 s                        |
| 4e                           | Dorian Godon                 | France                       | Cofidis, Solutions Crédits   | + 3 s                        |
| 5e                           | Jonas Rutsch                 | Allemagne                    | Team Lotto-Kern Haus         | + 11 s                       |
| 6e                           | Pierre Idjouadiene           | France                       | Roubaix Lille Métropole      | + 33 s                       |
| 7e                           | Damien Touzé                 | France                       | Saint Michel-Auber 93        | + 52 s                       |
| 8e                           | Valentin Madouas             | France                       | Groupama-FDJ                 | + 1 min 19 s                 |
| 9e                           | Jarno Mobach                 | Pays-Bas                     | Development Team Sunweb      | + 2 min 16 s                 |
| 10e                          | Justin Paroz                 | Suisse                       | Akros-Renfer                 | + 3 min 37 s                 |

| Classement du meilleur jeune | Classement du meilleur jeune | Classement du meilleur jeune | Classement du meilleur jeune | Classement du meilleur jeune |
| Coureur                      | Coureur                      | Pays                         | Équipe                       | Temps                        |
| ---------------------------- | ---------------------------- | ---------------------------- | ---------------------------- | ---------------------------- |
| 1er                          | Eli Iserbyt                  | Belgique                     | Marlux-Bingoal               | 12 h 58 min 42 s             |
| 2e                           | Max Kanter                   | Allemagne                    | Development Team Sunweb      | + 0 s                        |
| 3e                           | Adam Ťoupalík                | Tchéquie                     | Corendon-Circus              | + 2 s                        |
| 4e                           | Dorian Godon                 | France                       | Cofidis, Solutions Crédits   | + 3 s                        |
| 5e                           | Jonas Rutsch                 | Allemagne                    | Team Lotto-Kern Haus         | + 11 s                       |
| 6e                           | Pierre Idjouadiene           | France                       | Roubaix Lille Métropole      | + 33 s                       |
| 7e                           | Damien Touzé                 | France                       | Saint Michel-Auber 93        | + 52 s                       |
| 8e                           | Valentin Madouas             | France                       | Groupama-FDJ                 | + 1 min 19 s                 |
| 9e                           | Jarno Mobach                 | Pays-Bas                     | Development Team Sunweb      | + 2 min 16 s                 |
| 10e                          | Justin Paroz                 | Suisse                       | Akros-Renfer                 | + 3 min 37 s                 |

| Classement par équipes | Classement par équipes | Classement par équipes | Classement par équipes |
| Équipe                 | Équipe                 | Pays                   | Temps                  |
| ---------------------- | ---------------------- | ---------------------- | ---------------------- |

| Classement par équipes | Classement par équipes | Classement par équipes | Classement par équipes |
| Équipe                 | Équipe                 | Pays                   | Temps                  |
| ---------------------- | ---------------------- | ---------------------- | ---------------------- |

## Évolution des classements
| Étape              | Vainqueur            | Classement général   | Classement par points | Classement de la montagne | Classement des points chauds | Classement du meilleur jeune | Classement par équipes |
| ------------------ | -------------------- | -------------------- | --------------------- | ------------------------- | ---------------------------- | ---------------------------- | ---------------------- |
| P                  | Dorian Godon         | Dorian Godon         | Dorian Godon          | non-décerné               | non-décerné                  | Dorian Godon                 | Groupama-FDJ           |
| 1                  | Mathieu van der Poel | Mathieu van der Poel | Mathieu van der Poel  | Gianni Vermeersch         | Gianni Vermeersch            | Eli Iserbyt                  | Groupama-FDJ           |
| 2                  | Nacer Bouhanni       | Mathieu van der Poel | Mathieu van der Poel  | Anthony Delaplace         | Gianni Vermeersch            | Eli Iserbyt                  | Fortuneo-Samsic        |
| 3                  | Nacer Bouhanni       | Mathieu van der Poel | Nacer Bouhanni        | Anthony Delaplace         |                              | Eli Iserbyt                  | Fortuneo-Samsic        |
| Classements finals |                      |                      |                       |                           |                              |                              |                        |